# Фишер, Софья Николаевна
Со́фья Никола́евна Фи́шер (урождённая Вейсс, 1836—1913) — русский педагог и деятель народного образования. Основательница и руководитель частной женской классической гимназии в Москве.

## Биография
Родилась в 1836 году в Тверской губернии в семье помещика.
Проявив с раннего детства незаурядные способности, в три года научилась читать. В 1846 году родители отдали Софью на обучение в Москву, в только что открытую Петровскую школу для девочек на Девичьем поле (впоследствии школа влилась в Александро-Мариинский институт Чертовой). В 1851 году, окончив школу, она выдержала экзамен при Московском университете на звание домашней наставницы. После этого некоторое время в имении отца обучала детей окрестных помещиков.
Вернулась в Москву и в 1865 году вышла замуж за учителя математики и физики 5-й гимназии Георгия Борисовича Фишера. Поступила работать гувернанткой к князьям Шаховским (если верить примечанию 1, она была домашней воспитательницей детей семьи Шаховских 12 лет сряду, с 1860 по 1872 годы), где познакомилась с филологами М. Н. Катковым и П. М. Леонтьевым. Прониклась духом их идей в области образования и открыла женскую гимназию.
Жила на квартире при гимназии. Умерла в 1913 году в Москве. Похоронена на 6-м участке кладбища Донского монастыря. Там же в 1918 году был похоронен её муж Г. Б. Фишер.

### Частная женская классическая гимназия С. Н. Фишер
Основана в 1872 году. С 1874 года располагалась на Остоженке — в доме А. И. Дерожинской, во 2-м Ушаковском переулке, дом 3. Сначала в ней было 6 классов; затем курс обучения, равный по объёму курсу государственных мужских гимназий, включал приготовительный и 8 гимназических классов. Окончившие гимназию, получали звание домашней учительницы, а особо отличившиеся — домашней наставницы. Отличнейшие из учениц получали золотые и серебряные медали.
В 1878 году работы учениц гимназии по латинскому и древнегреческому языкам получили благодарности на Всемирной выставке в Париже, а сама Фишер — звания Officier de l’Academie de France и соответствующего знака отличия. На Всемирной парижской выставке 1900 года как руководитель гимназии, она была удостоена диплома и медали. «Санкт-Петербургские ведомости» № 252 от 1878 года сообщали:

Эта гимназия впервые ответила серьёзному запросу на правильную подготовку женщины. Тут не факты, а дело, не предвзятые цели, а истинное желание поставить женщину так высоко, как только она должна стоять в современном обществе.

С 1895 года выпускницы гимназии могли поступать в Санкт-Петербургский женский медицинский институт без экзаменов. В 1899 году при гимназии было основано «Общество для вспомоществования бывшим и настоящим воспитанницам частной женской классической С. Н. Фишер гимназии».
В год открытия гимназии в ней училось 15 девочек. За 40 лет существования этого учебного заведения 421 ученица получила аттестаты зрелости и 145 — свидетельства об окончании сокращенных курсов. Здание гимназии не сохранилось — оно было уничтожено в 2000-е годы.